# Cynanchum falcatum
Cynanchum falcatum là một loài thực vật có hoa trong họ La bố ma. Loài này được Hutch. & E.A.Bruce mô tả khoa học đầu tiên năm 1941.